# La forza della virtù
La forza della virtù es una ópera barroca, con libreto del italiano Domenico David y música de Carlo Francesco Pollarolo. Narra la historia de los amores del rey de Castilla Pedro el Cruel con María de Padilla, haciendo frente a la reina legítima Blanca de Borbón, que finalmente sale triunfante. Fue estrenada en Venecia en 1693. Existen muchas versiones posteriores, entre ellas la del compositor alemán Reinhard Keiser, titulada Die Macht der Tugend (1700), y la de Francesco Feo La forza della virtù, con libreto de Francesco Antonio Tullio, estrenada en Nápoles el 22 de enero de 1719. En el siglo XIX, se escribieron otras óperas basadas en el mismo tema, entre ellas María Padilla (1841), con libreto de Gaetano Rossi y música de Gaetano Donizetti, estrenada en Milán el 26 de diciembre de 1843 y Pietro il Crudele con libreto de L. Bertocchi y música de Hilarión Eslava.